# Spedizione di Magone
La spedizione di Magone nel 203 a.C. fu una importante operazione diversiva effettuata del comandante cartaginese Magone Barca, fratello di Annibale, verso la fine della seconda guerra punica. L'incursione aveva l'obiettivo di portare aiuto ad Annibale che combatteva isolato da 15 anni in Italia e ostacolare indirettamente un attacco verso Cartagine da parte dell'esercito romano.
Magone sbarcò e conquistò Genova due anni prima, nel tentativo di impegnare nel nord Italia il maggior numero di legioni romane e di reclutare truppe tra i nemici di Roma (Celti, Liguri ed anche Etruschi). Roma fu costretta a concentrare numerose truppe per contrastare Magone e per impedirne una sua possibile discesa verso il sud Italia ed il suo ricongiungimento con il fratello. Ne risultò uno scontro nel territorio del Galli Insubri, nei pressi della attuale città di Milano, dove Magone fu sconfitto e dovette ritirarsi in Liguria. La strategia di Magone non ebbe successo, sia perché, dopo la dura sconfitta molte popolazioni preferirono rimanere neutrali, sia perché le legioni di Scipione continuarono non solo a resistere in Africa, ma riuscirono anche a sbaragliare gli eserciti avversari.
Come conseguenza il Senato cartaginese ordinò a Magone, assieme al fratello Annibale che era stanziato nel Bruzzio, di rientrare in Patria con i resti dei loro eserciti per la difesa della città. In ogni caso, alcune forze cartaginesi rimasero nel territorio della Gallia Cisalpina e continuarono a combattere contro i romani anche per alcuni anni dopo la fine della guerra.

## Antefatti
Dopo la disastrosa sconfitta nella battaglia di Ilipa, Magone trovò rifugi a Gades, ultima roccaforte cartaginese in Iberia, in attesa di riprendere le ostilità; ma le sue aspettative di rivincita andarono deluse dopo che Publio Cornelio Scipione eliminò le ultime resistenze delle popolazioni iberiche alleate dei cartaginesi e vinse l'ammutinamento delle truppe romane. A questo punto il Senato cartaginese diede ordine a Magone di abbandonare l'Iberia e di portarsi nella Gallia Cisalpina per arruolare nuove truppe tra i Galli ed i Liguri, per poi spingersi verso sud e ricongiungersi con Annibale: in questo modo Cartagine sperava di riprendere l'iniziativa della guerra, che la vedeva al momento sulla difensiva sui vari fronti . Infatti per la prima volta dall'inizio della guerra Cartagine si sentiva direttamente minacciata: tra il 211 a.C. ed il 210 a.C. Roma aveva riconquistato la Sicilia, aveva annientato l'armata di Asdrubale Barca nel 207 a.C. sul fiume Metauro ed ora anche aveva conquistato totalmente l'Iberia; a questo si aggiungeva il fatto che Annibale fosse ormai asserragliato in una piccola porzione del Bruzzio ed aveva perso ogni velleità offensiva. In questo modo Roma non solo non era più sotto diretta pressione delle armate annibaliche, ma poteva disporre di forze maggiori per un attacco diretto in terra africana. A questo deve essere aggiunta anche l'inferiorità e la debolezza della flotta cartaginese, che non era in grado di affrontare quella romana e quindi di impedire lo sbarco.
Assieme ai nuovi ordini, Magone ricevette da Cartagine anche del denaro per arruolare truppe mercenarie, ma non in quantità sufficiente, tanto che decise di requisire non solo tutto il tesore pubblico della città di Gades, ma anche tutti gli averi dei templi cittadini. La ricerca di altre risorse economiche portò Magone a tentare un disperato attacco navale di sorpresa a Carthago Nova, che però fallì miseramente. Ritornato a Gades, Magone trovò le porte della città sbarrate, per cui dovette cambiare rotta verso le isole Baleari e rifugiarsi sull'isola di Minorca, dove trascorse l'inverno del 206-205 a.C..

## Spedizione di Magone
Nell'estate del 205 a.C. una flotta cartaginese di 25-30 navi da guerra più altre navi da trasporto e forte di un'armata di circa 14 000 soldati apparve improvvisamente ed inaspettata sulle coste liguri. Magone riuscì con un attacco a sorpresa a conquistare e saccheggiare Genova e successivamente si portò nel territorio degli Ingauni con cui formò una alleanza contro la tribù rivale degli Epanteri . Lasciate dieci navi rostrate a guardia di Savona e inviate le altre a difendere Cartagine, Magone costrinse alla resa gli Epanteri.
Al tempo la Liguria e la Gallia Cisalpina rappresentavano un territorio adatto per le mire di Magone; nonostante le campagne vittoriose effettuate poco primo dello scoppio della guerra e la creazione di importanti e strategiche colonie, Roma non era riuscita nell'intento di soggiogare completamente le popolazioni locali. Nel 218 a.C. gli Insubri e i Boi si erano ribellati e a migliaia si erano arruolati nell'armata di Annibale che aveva attraversato le Alpi. Lo stesso era capitato nel 207 a.C. quando dall'Iberia giunse Asdrubale e anche nel 205 a.C. con Magone.
Dopo la vittoria nella battaglia del Metauro Roma non aveva capitalizzato il successo per chiudere in maniera definitiva i conti con le popolazioni della Gallia, anche perché ancora minacciata dalle armate cartaginesi nel meridione d'Italia, ma in ogni caso quando si seppe della presenza di Magone nella Gallia Cisalpina e dei numerosi mercenari che stava arruolando, il Senato romano decise di intervenire energicamente per fermare una possibile avanzata di Magone.
Nel 204 a.C. 8 000 soldati romani innalzarono una cinta muraria attorno a Genova e costruirono un castello sul colle prospiciente il porto.

## Battaglia in Insubria
Nel 203 a.C. avvenne lo scontro decisivo tra i due eserciti: il proconsole Marco Cornelio Cetego e il pretore Publio Quintilio Varo marciarono con quattro legioni per affrontare Magone nel territorio dei Galli Insubri, nei pressi della attuale città di Milano. Come descritto da Livio , entrambi gli eserciti si disposero su due file: da parte romana la prima fila era composta da due legioni, mentre dietro si trovavano le altre due con la cavalleria; anche Magone pose particolare cura alla riserva, ponendovi le truppe dei Galli arruolate di recente ed i pochi elefanti che aveva, mentre in prima linea aveva posizionati i veterani portati dalla Spagna. Secondo alcuni storici moderni , Magone poteva disporre di circa 30 000 soldati.
Gli avvenimenti della battaglia mostrarono che la prima linea cartaginese si comportò valorosamente, mentre le riserve galliche erano poco affidabili. Nell'altro campo i Romani tentarono senza risultati concreti di rompere le resistenze avversarie, ma venivano costantemente tenuti sotto pressione. Ad un certo momento il questore Varo fece avanzare la cavalleria, formata da circa 3 000-4 000 uomini, con l'intenzione di portare scompiglio tra le linee cartaginesi; Magone non fu sorpreso dalla mossa romana e a sua volta fece avanzare i suoi pochi elefanti per tamponare le eventuali falle, riuscendo allo stesso tempo ad impaurire i cavalli e a mettere in fuga la cavalleria romana, inseguita dalla cavalleria leggera numidica. Gli elefanti si scontrarono con la prima linea della fanteria romana, causando gravi perdite. Proprio nel momento in cui la situazione pareva volgere a favore dei cartaginesi, il proconsole Cornelio Cetego diede ordine alle legioni della riserva di entrare in azione: gli elefanti furono attaccati con lance e frecce e molti furono colpiti a morte, mentre gli altri furono costretti a tornare indietro e portarono confusione tra le file dei cartaginesi. Magone tentò di fermare il contrattacco romano con la riserva composta principalmente da Galli, ma questi furono facilmente respinti e messi in rotta.
Stando a Tito Livio , la battaglia finì con una fuga generale dei cartaginesi, che lasciarono sul terreno 5 000 uomini. Sempre secondo Livio, uno dei fattori determinanti della vittoria romana fu il ferimento del comandante cartaginese Magone, che fu portato via quasi svenuto dal campo di battaglia, dopo essere stato trafitto da una freccia alla coscia. Anche le perdite romane furono considerevoli: tra le legioni della prima fila caddero 2 300 uomini, nella seconda fila vi furono numerose vittime, tra le quali anche tre tribuni militari ed anche tra la cavalleria si registrarono morti tra gli equites, calpestati dagli elefanti. Durante la notte Magone abbandonò il campo di battaglia e si ritirò nei pressi di Savona, tra le tribù liguri sue alleate, lasciando tutta la Gallia Cisalpina nelle mani dei Romani.

## Conseguenze
Le conseguenze della sconfitta furono particolarmente pesanti per i cartaginesi: invece di una rivolta generale dei Celti in tutta la pianura padana, come era avvenuto nel 218 a.C. dopo la vittoriosa battaglia della Trebbia, Magone dovette rifugiarsi a Savona, nel territorio dei Liguri, lasciando campo libero ai Romani, i quali, non più sotto pressione né in Gallia Cisalpina, né nell'Italia meridionale, poterono continuare con Publio Cornelio Scipione le operazioni in Africa settentrionale.
Dopo le vittorie romane e ai Campi Magni, il Senato cartaginese, vedendo che la città era pressoché indifesa, ordinò ai resti delle due armate operanti fuori dall'Africa, quella di Annibale e quella di Magone, di rientrare per difendere la Patria, abbandonando così ogni possibilità di contrastare i Romani in Italia . Secondo la maggioranza delle fonti antiche, Magone morì durante il viaggio di ritorno verso Cartagine, a causa delle gravi ferite riportate in battaglia 